# Ciprofloxacin
Ciprofloxacin er et baktericidt fluorquinolon-antibiotikum med aktivitet mod både gram-positive og gram-negative bakterier.

## Virkningsmekanisme
Ciprofloxacin hæmmer bakteriel DNA-gyrase. På denne måde hæmmer stoffet DNA-replikation og transkription, hvilket betyder at bakterien er ude af stand til at fremstille proteiner. Derfor går bakterien til grunde. Ciprofloxacin er i stand til at trænge ind i menneskeceller, og udviser derfor også aktivitet mod indlejrede bakterier som Legionella og Miltbrand.

## Resistens
Resistens mod ciprofloxacin og fluorquinoloner generelt udvikles meget hurtigt, nogle gange endda under behandling. Talrige patogener, inkl. Staphylococcus aureus og enterokokker udviser antibiotikaresistens på verdensplan. Udpræget brug af fluorquinoloner til dyr i Europa har været nævnt som en mulig årsag. Af denne årsag er fluorquinoloner ikke normalt første trin i antibiotikabehandling, men en slags sidste udkald når andre klasser af antibiotika har fejlet eller er ubrugelige.

## Produkter
- Ciflox (komb.øredråber m. cortisol)